# Jozef Čapkovič
Jozef Čapkovič (* 11. Januar 1948 in Bratislava, Tschechoslowakei) ist ein ehemaliger slowakischer Fußballspieler. Er wurde mit der tschechoslowakischen Nationalmannschaft 1976 Europameister.

## Vereinskarriere
Čapkovič begann seine Karriere bei Inter Bratislava und wechselte gemeinsam mit seinem Bruder Ján Čapkovič zu Slovan Bratislava. In seiner Zeit bei Slovan wurde er 1974 und 1975 tschechoslowakischer Meister sowie 1974 Pokalsieger in diesem Land. Nach zehn Jahren bei Slovan beendete er drei Jahre später als sein Bruder seine aktive Fußballerkarriere.

## Internationale Karriere
International gab er 1974 gegen die DDR sein Debüt. Bei der Fußball-Europameisterschaft 1976 in Jugoslawien wurde er mit der Tschechoslowakei Europameister. Insgesamt spielte er 16 Mal für sein Heimatland.

## Erfolge
- 2 Mal tschechoslowakischer Meister (1974, 1975)
- 1 Mal tschechoslowakischer Pokalsieger (1974)
- 1 Mal Europameister (1976)

| Personendaten    | Personendaten                       |
| ---------------- | ----------------------------------- |
| NAME             | Čapkovič, Jozef                     |
| KURZBESCHREIBUNG | tschechoslowakischer Fußballspieler |
| GEBURTSDATUM     | 11. Januar 1948                     |
| GEBURTSORT       | Bratislava, Tschechoslowakei        |